# Проспект Шкільний
Проспект Шкільний (колишні назви — вул. Шосе, проспект ВЛКСМ) — пішохідний проспект у місті Знам'янка Кіровоградської області. Проспект довжиною 400 метрів простягається від залізниці до міського парку відпочинку. 

## Історія
З часу заснування міста Знам'янки починається і історія проспекту — це перша збудована вулиця міста. На проспекті розташовані будівлі, які були побудовані ще у XIX столітті.
У  2019 році проведено капітальний ремонт проспекту. У 2020 році, відповідно з рішенням Знам'янської міської ради від 27 лютого 2020 року № 2396 «Про внесення змін до схеми дислокації дорожніх знаків по місту Знам'янка, затвердженої рішенням міської ради від 31 березня 2009 року № 924 «Про організацію дорожнього руху по місту Знам'янка» створенно пішохідну зону Шкільним проспектом.